# Cserey Irma
Cserey Irma, született Scheicher Irma Adrienne Anna (Budapest, 1878. május 28. – Budapest, 1965. október 8.) színésznő.

## Élete
Scheicher Ferenc hivatalnok és Korizmics Flóra lánya. 1899-ben kezdte pályáját Romváry Lajos társulatában, majd később főleg vidéki társulatok énekes színésznője és primadonnája volt. Az 1960-as években még fellépett a Madách Színházban epizódszerepekben. Utoljára Tabi László Különleges világnap című vígjátékában tűnt fel. Halála előtt az Ódry Árpád Színészotthon lakója volt.
Házastársa Psenyeczky Nagy Ödön volt, akihez 1919. június 5-én Budapesten, a Józsefvárosban ment férjhez.

## Filmszerepei
- Háromszázezer pengő az utcán (1937) – asszony a mosodában
- A falu rossza (1937) – Felediék szakácsnője
- Az ember néha téved (1937) – jegyvásárló hölgy a moziban
- Nincsenek véletlenek (1938) – vendég a szállodában
- Toprini nász (1939) – vendég a mulatóban
- Pénz áll a házhoz (1939) – Décsiék szakácsnője
- A tökéletes férfi (1939) – takarítónő a bankban
- Karosszék (1939) – vénkisasszony
- Földindulás (1939) – szektás asszony
- Fűszer és csemege (1939) – vevő a csemegeüzletben
- Férjet keresek (1939-40) – Barabás vénlány
- Mária két éjszakája (1940) – Mária baráti társaságának tagja
- Mindenki mást szeret (1940) – páciens
- Balkezes angyal (1940-41) – vevő a virágboltban
- Néma kolostor (1941) – bécsi asszony
- András (1941) – cselédasszony Nohapusztán
- Ne kérdezd, ki voltam (1941) – vendég a szállodában
- A cigány (1941) – bakterné
- Egy éjszaka Erdélyben (1941) – parasztasszony
- Emberek a havason (1942) – utas
- Szíriusz (1942) – vendég Tibor Gergely grófnál
- Kétezerpengős férfi (1942) – vendég a Kék Balatonban
- Külvárosi őrszoba (1942) – kofa
- Sárga kaszinó (1943) – kirakatnál nézelődő hölgy
- Futóhomok (1943) – pletykáló asszony a kávéházban